# Charte des devoirs professionnels des journalistes français
La Charte des devoirs professionnels des journalistes français a été initialement rédigée en juillet 1918, révisée en janvier 1938, puis en mars 2011. À l'occasion de cette dernière révision, elle a été rebaptisée Charte d’éthique professionnelle des journalistes. Cette charte n'implique pas d'obligation légale.

## Histoire
Le Syndicat national des journalistes est à l'origine des trois versions successives de ce texte, actualisées à chaque fois à l'issue du vote d'un congrès, en 1918, en 1938 et en 2011.
La version la plus récente, adoptée en 2011, reprend le principe du secret professionnel, déjà présent en 1918 et en 1938, en y ajoutant un devoir jugé essentiel, celui de protection des sources d'information des journalistes. Alors que les versions de 1918 et 1938 tenaient en une phrase de quatre mots (« garde le secret professionnel »), la version de 2011 y ajoute sept mots pour écrire au total « garde le secret professionnel et protège les sources de ses informations ».
Une démarche identique avait déjà été adoptée en 1971 par la Charte de Munich. Son article 7 reprenait les quatre mots de la phrase de 1918 et 1938 « garde le secret professionnel » mais y ajoutait « et ne pas divulguer la source des informations obtenues confidentiellement ».
La version de 2011 de la charte du Syndicat national des journalistes est encore plus protectrice, puisqu'elle ne limite plus la protection des sources d'information à celles ayant fourni des informations « confidentiellement », mais à toutes les sources d'information, dans un souci de confiance. 
La version de 1938 indique que le journaliste « s’interdit d’invoquer un titre ou une qualité imaginaires, d’user de moyens déloyaux ». Dans la version 2011, il n'est plus question que de proscrire « tout moyen déloyal et vénal pour obtenir une information ». Les émissions télévisées comme Les Infiltrés sur France 2, ou un livre comme Tête de Turc de Günter Wallraff, se voient ainsi devenir conformes à la charte[réf. nécessaire].

## Utilisateurs
Parmi les nombreux utilisateurs, beaucoup de médias et de syndicats de journalistes, mais aussi en France le Conseil de déontologie journalistique et de médiation.